# Route nationale 7 (Madagaskar)
Route Nationale 7 (RN 7) is met 920 kilometer de langste nationale weg in Madagaskar. De weg loopt van de hoofdstad Antananarivo naar Toliara aan de zuidwestkust van het land. De weg doorkruist de regio's Analamanga, Vakinankaratra, Amoron'i Mania, Haute Matsiatra, Ihorombe en Atsimo-Andrefana.
De N7 is een van de belangrijkste wegen in Madagaskar en relatief goed onderhouden.

## Locaties langs de route
Van noord naar zuid:
- Antananarivo
- Ambatolampy
- Antsirabe - (kruising met RN34 naar Miandrivazo en Malaimbandy)
- Ambositra - (kruising met RN35 naar Malaimbandy en Morondava)
- Ambohimahasoa - (kruising met RN25 naar Mananjary)
- Fianarantsoa - (Nationaal park Ranomafana)
- Ambalavao - (Nationaal park Andringitra)
- Zazafotsy
- Ihosy - (kruising met RN27 naar Farafangana)
- Ihosy - (kruising met RN13 naar Betroka en Tolanaro (Fort-Dauphin)
- Grotten van Andranomilitry - (10 km van Ihosy)
- Ranohira - (Nationaal park Isalo)
- Ilakaka
- Sakaraha - (Nationaal park Zombitse Vohibasia)
- Andranovory - (kruising met RN10 naar Ampanihy en Ambovombe)
- Toliara

## Galerij

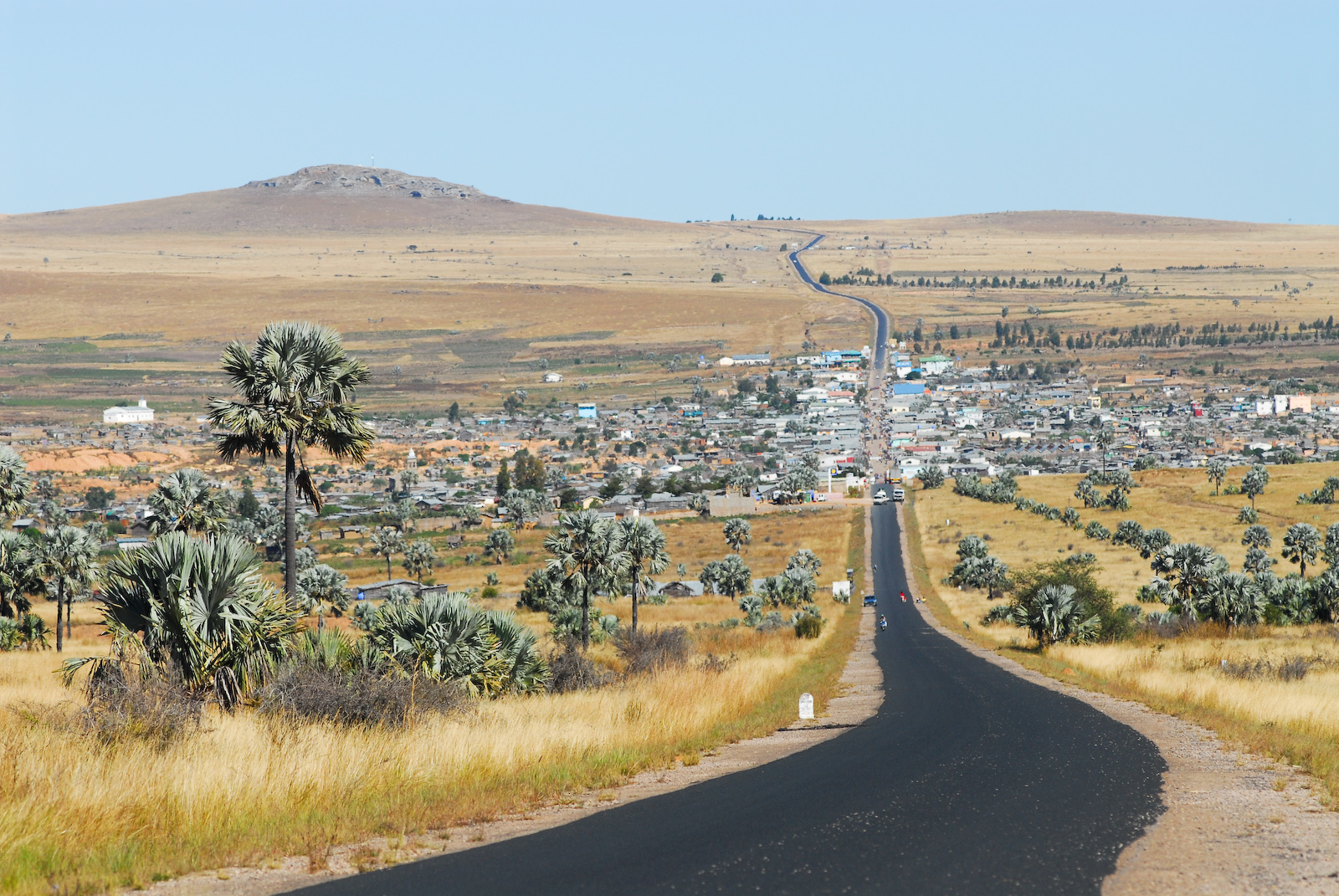
Route door Ilakaka
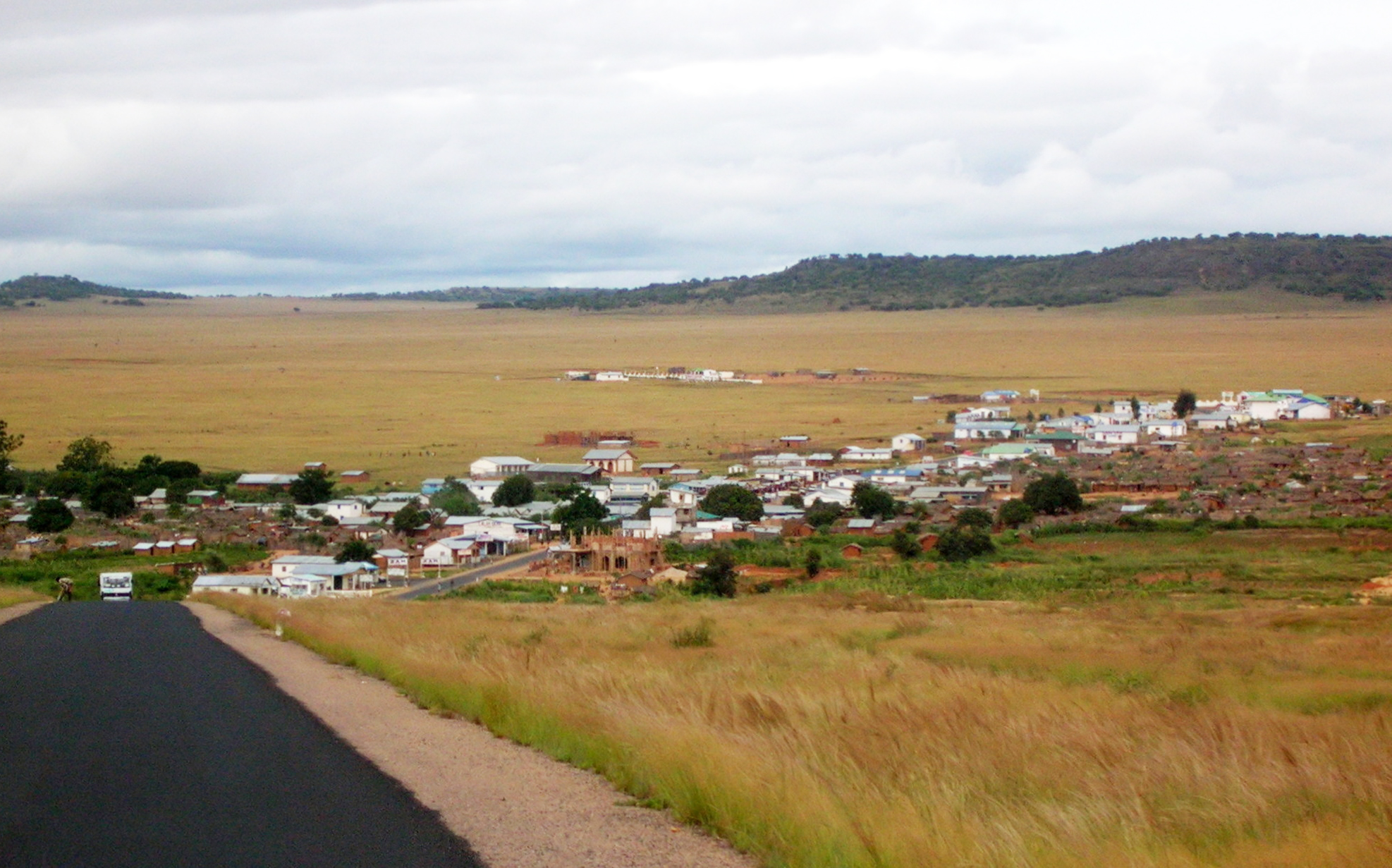
Manombo Sud
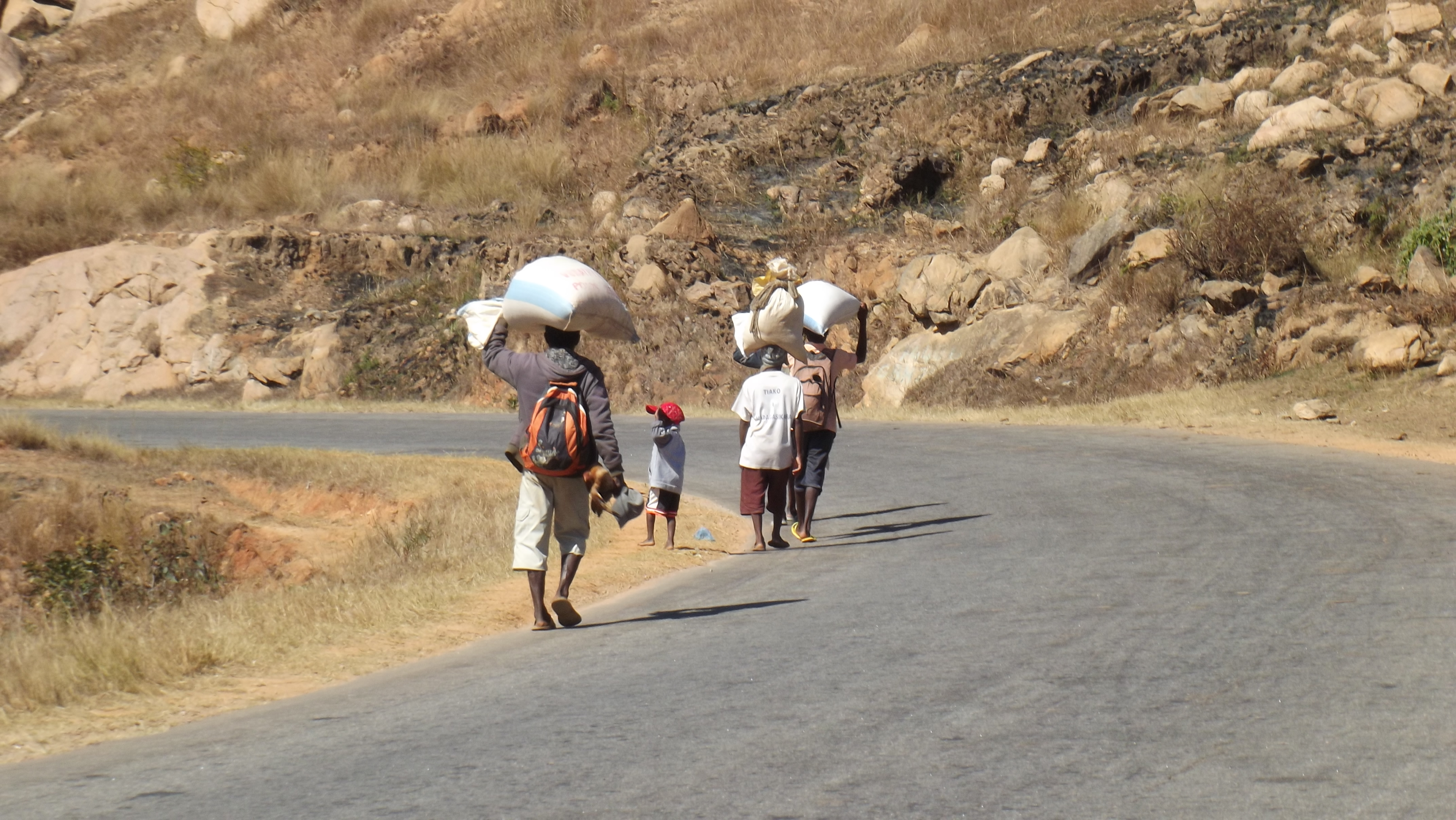